# Les Anarchistes (chanson)
Pour les articles homonymes, voir Les Anarchistes.
Pistes de L'Été 68
C'est extra À toi
Les Anarchistes est une chanson emblématique de Léo Ferré publiée en 1969 sur l'album studio L'Été 68. Elle figure aussi sur le super 45 tours éponyme enregistré au théâtre de Bobino en janvier 1969 et dans la captation quasi-intégrale de ce même récital réalisée en février 1969, publiée sur un double LP la même année. 
Cette chanson est considérée comme un de ses classiques.

## Histoire
Cette chanson est interprétée pour la première fois par Léo Ferré sur la scène de la Mutualité le 10 mai 1968, le soir de la première nuit des barricades au Quartier latin de Paris. Il la chante devant un public composé essentiellement d'anarchistes, puisqu'il s'agit du gala annuel de la Fédération anarchiste, pour qui Ferré vient chanter gratuitement chaque année depuis 1948 (une captation amateur de ce concert a été publiée en 2018 dans l'anthologie Léo Ferré : Mai 68).
Il enregistre la chanson en studio, sur un arrangement de Jean-Michel Defaye, en décembre 1968.
Cet hymne fraternel à ses compagnons de cœur sera très vite retiré par Léo Ferré de son tour de chant. Il le chantera néanmoins à nouveau et ponctuellement dans les années 1980. 
Lors de sa dernière apparition sur scène, à la Fête de l'Humanité 1992 où l'a invité Bernard Lavilliers, Léo Ferré chante devant plusieurs milliers de personnes - dont de nombreux communistes et sympathisants communistes - « Est-ce ainsi que les hommes vivent ? » de Louis Aragon et « Les Anarchistes », comme une revendication de sa différence et un adieu, puisque c'est la dernière chanson qu'il aura chantée en public avant de décéder un an plus tard.

## Enregistrement

### Production
- Arrangements et direction musicale : Jean-Michel Defaye
- Prise de son : Gerhard Lehner
- Production exécutive : Richard Marsan

## Interprétations sur scène
Il existe à ce jour cinq versions disponibles : 
- la première, le 10 mai 1968 sur la scène du Palais de la Mutualité de Paris (coffret La Solitude : intégrale 1968-1974, 2021)
- la deuxième, en janvier 1969 au théâtre de Bobino de Paris (EP Les Anarchistes, 1969)
- la troisième, en février 1969 dans ce même théâtre de Bobino  (album Récital 1969 en public à Bobino, 1969)
- la quatrième, en janvier 1970 sur la scène de la Maison de la culture de Saint-Denis (coffret La Solitude : intégrale 1968-1974, 2021)
- la cinquième, en mai 1988 au Théâtre libertaire de Paris (album Léo Ferré en public au TLP Déjazet, 1988)

Dans les quatre premières versions, Léo Ferré est accompagné au piano par Paul Castanier. La toute première version est plus lente et plus triste. Le texte en est légèrement différent. La cinquième version est chantée sur la bande-orchestre de l'enregistrement studio.

## Reprises
- Mama Béa, enregistré en public aux Francofolies de La Rochelle en 1987 (dans son album No Woman's land)
- Cox en 2003 (dans leur album Rien à perdre)
- Compagnie Jolie Môme (performance de rue le 15 mars 2014)
- Cali en 2018 (album Cali chante Léo Ferré)
- Tulaviok, groupe Nimois de punk-paillard en a fait une reprise sur son album "q-sec" en 1988
- Collectif Haut Les Mots, avec Christian Olivier, Fred Burguiere et Hugues Rambier: Live à Saint Etienne (Salle Jeanne d'Arc) le 1er février 2018.

## Dans la culture
- 2011 : Le Skylab